# Establo Nakagawa
El Establo Nakagawa (中川部屋 Nakagawa-beya) fue un establo de entrenamiento de sumo profesional. El recinto formó parte del ichimon Tokitsukaze. Fue fundado el 26 de enero de 2017 con nueve luchadores los cuales habían pertenecido anteriormente al establo Kasugayama. Este último cerró en octubre de 2016, por lo que sus luchadores tuvieron que ser trasladados temporalmente al establo Oitekaze. Uno de los entrenadores de Oitekaze, el maestro Nakagawa (ex maegashira Asahisato), accedió a convertirse en el maestro principal del recién fundado establo. Además, Nakagawa fungió como reemplazó del maestro Kasugayama (ex maegashira Hamanishiki), al cual la Asociación Japonesa de Sumo forzó a retirarse el 16 de enero de 2017 debido a una disputa legal con el anterior maestro Kasugayama (ex maegashira Kasugafuji), truncando sus posibilidades para obtener un toshiyori-kabu y permanecer como maestro del establo. Para enero de 2020, el establo poseía un total de nueve luchadores.
En julio de 2020, surgieron reportes de que el comité de cumplimiento de la Asociación Japonesa de Sumo estaba investigando varias quejas recibidas por los luchadores del establo en donde afirmaban que el maestro Nakagawa estaba abusando de su poder. El 13 de julio de 2020, se decidió que el establo sería cerrado, el maestro Nakagawa sería degradado por dos rangos dentro de la jerarquía de la asociación y además sería transferido al establo Tokitsukaze. Los luchadores y el personal restante fueron distribuidos entre siete establos.

## Dueños
- 2017–2020: El décimo quinto (15°) Nakagawa (iin, ex maegashira Asahisato)

## Exluchadores destacados
- Tanegashima (en aquel entonces clasificado en el makushita)

## Gyōji
- Shikimori Yonokichi (makuuchi gyōji, de nombre real: Hiroshi Kikuchi)

## Yobidashi
- Kōhei (makushita yobidashi, de nombre real: Oyama Kōhei)

## Tokoyama
- Tokojin (tokoyama de primera clase)
- Tokoharu (tokoyama de tercera clase)

## Ubicación y acceso
2-5-3 Otakawara, barrio de Kawasaki, Kawasaki, prefectura de Kanagawa. A 3 minutos caminando desde la Estación Sangyōdōro (Línea Keikyū Daishi)